# Callopsis
Callopsis, monotipični rod  kozlačevki smješten u vlastiti tribus Callopsideae, dio je potporodice Aroideae. Jedina vrsta je C. volkensii koja raste podno drveća u djevičanskim šumama jugoistočne Kenije i istočne Tanzanije. 
Odlikuje se velikim srcolikim listovima i puzavim rizomom.